# Pausitz (Riesa)
Pausitz ist ein Ortsteil der sächsischen Stadt Riesa im Landkreis Meißen.

## Geographie
Der Ortsteil liegt an der Jahna, einem Fluss, der in die nahegelegene Elbe mündet, südwestlich des alten Ortskerns von Riesa. Pausitz wurde ursprünglich als ein Straßendorf mit Gewannflur beziehungsweise als Gassendorf mit Sackgassenanteil beschrieben, das im Jahr 1900 eine Größe von 202 Hektar hatte. Der Ort, zu dem die alte Pausitzer Straße führt, wird durch die 1845 gebaute Chaussee, die heutige Bundesstraße 169, durchschnitten. Die Anwesen ziehen sich entlang des Randes der Jahnaaue nach Nordwesten, wobei sich das Gelände um etwa 10 Meter erhöht.

## Geschichte
Pausitz wurde 1264 als Pusewiz zum ersten Mal erwähnt. Der Ortsname war mehrmaligen Änderungen unterzogen, so wurde der Ort im Jahr 1279 Pusuitz genannt, 1354 Puzewicz, 1378 Pusewicz, 1466 Pußewicz, 1520 Pawsewitz, 1542 Pausenitz, Paus, 1543 Paußitz, 1547 Paussietz, 1555  Bauschitz, Bausiz, 1667 Pausitz und Pausitz b. Riesa im Jahr 1875. Der Ortsname ist slawischen Ursprungs und stammt wahrscheinlich vom altsorbischen Personennamen Puz ab.
Die nähere Umgebung war aber schon viel früher besiedelt. Am westlichen Rand von Pausitz liegt nordöstlich der Höhe von 109,8 Metern eine aus der Latènezeit stammende germanische Begräbnisstätte. Westlich der Eisenbahnlinie Riesa-Nossen und südwestlich der B 169 wurden außerdem bronzezeitliche Funde der Lausitzer Kultur gesichert. Möglicherweise handelt es sich hierbei um einen größeren zusammenhängenden Friedhof.
Oberlehnsherr war ursprünglich der Bischof und Lehnsnehmer der Burggraf von Meissen. Vor 1328 war das Lehen in zwei Teile geteilt, einen Teil hatte der Burggraf von Meißen, den anderen Teil die Herren von Colditz. Gunzelin von Glaubitz besaß den Colditzer Teil vor 1328 mit "villua P. Juxta Ganam" und "Taberna, molendinum et 5 Ortos", samt Zinsen, Patronatsrecht und Gericht. Den Colditzer Teil gab der Bischof Wittego II. (von Colditz) an das Kloster Riesa. 1378 zinste ein Teil von Pausitz an den Markgrafen aufs Castrum Meißen, ein Teil an das Kloster Riesa.
Im Jahr 1543 kaufte diesen Teil von Schleinitz auf Rittergut Seerhausen. 1554 hatte Merten von Miltitz aus Riesa beide Lehen. 1540 wird ein Vorwerk erwähnt. 1555 hatten die Schleinitze auf Jahnishausen das ganze Dorf Pausitz.
1534 gehörte es mit 25 Groschen zur Supanie Raußlitz bis 1553. 1547 hatte das Amt Lommatzsch das Obergericht, das Niedergericht lag bei den jeweiligen Lehnsherren. 1661 wird ein Dorfrichter und Heimbürge erwähnt.
Eine Kirche wird 1254 das erste Mal erwähnt, 1264 hat der Burggraf von Meißen das Patronatsrecht, vorher das Kloster Staucha. 1328 hat das Kloster Riesa das Patronatsrecht. 1336 zahlte der Burggraf der Parochie Pausitz Zinsen in Prausitz und 1355 in Clanschwitz, welche "Friedericus de Maltitz dictus de Kowirtus (Cavertitz bei Oschatz) der Kirche Pausitz als Erlaß für die Auspfarrung von Prausitz übereignet hat." 1530 deklarierte das Kloster Riesa für die Türkensteuer die Kleinodien und die Barschaft der Kirche. 1540 wurde Andreas Jhan von Oelsnitz erster evangelischer Pfarrer in Pausitz, das Patronat erhielt die Familie  von Schleinitz. Der Pfarrer erhielt 2 Hufen vom ehemaligen Klostervorwerk und die Garben und Fruchtzinsen von 3 Vorwerkshufen. 1555 waren in Pausitz die Orte Pausitz, Jahnishausen, Nickritz, Gostewitz, Böhlen, Oelsitz, Kalbitz und Groptitz eingepfarrt. 1575 erhielt der Pfarrer unter anderem vier Hühner für einen Fahrweg über die Pfarrwiesen, ein Gut, von Jacob Fischer, zinste Getreide. Die Bauern des Kirchspiels mussten die Pfarrhufen bearbeiten, insgesamt 23 Anspänner aus 8 Dörfern. 1650 war alles ausgeraubt. 1772/75 wurde an der Stelle der alten baufälligen Kapelle eine neue Kirche erbaut. 1779 wurde eine neue Pfarre gebaut. 1753 lag das Kirchenvermögen bei 15000 Talern, 1840 noch bei 2300 Talern.
Der Kretscham wurde 1328 verlehnt. Er gehörte 1520 dem Kloster Riesa und zahlte den Bierzehnt. Im Jahr 1661 war er brauberechtigt und durfte brauen, soviel und wann er will. Georg Bennewitz war 1688 Schenkwirt mit 1,5 Hufen Land. Um 1900 hatte das Braugut 55 Hektar Land. 1328 wird die Wassermühle erwähnt. Wann die erste Schule erbaut wurde, ist unbekannt. Der erste überlieferte Lehrer war der 1671 verstorbene Valentinus Sattler.
Am 20. Juli 1834 brannte das halbe Dorf und die Schulgebäude ab. Der Wiederaufbau von 1834 bis 1835 wurde unter der Leitung des von Kirchfahrt und Schulinspektion gewählten Bauvorstehers Gottfried Hensel durchgeführt. Der Bau kostete insgesamt 2134 Taler, 18 Groschen und 4 Pfennige. Nach Abzug der Brandkasse und eines Geschenks von 50 Talern von der Königlichen Hoheit, dem Prinzen Johann, musste die Gemeinde noch 1347 Taler, 3 Groschen und 7 Pfennige aufbringen. 1877 musste erneut eine Schule errichtet werden. 1840 besuchten 140 Schüler die Schule in Pausitz.
Nachweislich zählte Pausitz 1547 zum Erbamt Meißen und seit 1843 zum Amt Meißen. Ab 1856 unterstand der Ort dem Gerichtsamt Riesa und seit 1875 der Amtshauptmannschaft Großenhain.
Sachsen kam nach dem Zweiten Weltkrieg in die Sowjetische Besatzungszone und später zur DDR. 1950 wurde Pausitz nach Riesa eingemeindet. Nach der Gebietsreform 1952 wurde Pausitz dem Kreis Riesa im Bezirk Dresden zugeordnet.
Die bereits 1328 erwähnte Wassermühle arbeitete bis 1954 mit einem Schrotgang und einem unterschlächtigen Wasserrad. Ein Mühlengebäude wurde 1896 als Stanzmesserfabrik genutzt und während der DDR vom VEB Textilzuschneidemaschinenbau genutzt. Zur 1962 gegründeten GPG Einigkeit gehörten zwei Gärtnereien und eine Baumschule. Die GPG errichtete am Neubauernweg eine Gewächshausanlage mit Heizwerk zur Blumenzucht sowie ein Verwaltungs- und Sozialgebäude. Von enteignetem, aufgeteilten Land erhielten 1945 auch drei Neubauern Grundstücke am Neubauernweg, an der Straße nach Weida, auf denen sie ihre Häuser errichteten. 1973 übernahm die KAP Riesa-Göhlis die landwirtschaftlichen Nutzflächen zur Bearbeitung.
Der Saal der ehemaligen Dorfgaststätte Leipziger Straße 11 gegenüber der Kirche diente ab 1970 als erster Produktionsraum dem VEB Kombinat Robotron Elektronik. 1973 wurde zwischen der Pausitzer Straße und der Bahnstrecke Riesa-Nossen ein neues Werksgebäude eingeweiht, in dem vor allem Frauen arbeiteten.
Nach der Deutschen Wiedervereinigung kam Pausitz als Ortsteil von Riesa zum wiedergegründeten Freistaat Sachsen. Die folgenden Gebietsreformen in Sachsen ordneten den Ort 1994 dem Landkreis Riesa-Großenhain und 2008 dem Landkreis Meißen zu.

### Bevölkerungsentwicklung
| Jahr | Einwohner                                                |
| ---- | -------------------------------------------------------- |
| 1547 | 10 besessene Mann, 19 Inwohner, 9 Hufen                  |
| 1552 | 10 besessene Mann, 19 Inwohner,9 Hufen                   |
| 1764 | 12 besessene Mann, 10 Häusler, 10,5 Hufen je 10 Scheffel |
| 1834 | 179                                                      |
| 1871 | 238                                                      |
| 1890 | 293                                                      |
| 1910 | 488                                                      |
| 1925 | 521                                                      |
| 1933 | 564                                                      |
| 1939 | 590                                                      |
| 1946 | 737                                                      |
| 1950 | → Riesa                                                  |

## Persönlichkeiten
- Heinz Kimmel (1927–2004), ehemaliger FDJ- und SED-Funktionär
- Renate Preuß, geborene Schmidt (* 1947), deutsche Bibliothekarin und Schriftstellerin